# Kassidy Cook
Kassidy Leigh Cook (Plantation, 9 de maio de 1995) é uma saltadora estadunidense, especialista no trampolim.

## Carreira

### Rio 2016
Kassidy Cook representou seu país nos Jogos Olímpicos de Verão de 2016, na qual ficou em 13º lugar no trampolim individual. 